# De Suikerfabriek 1733
De Suikerfabriek 1733 is een voormalige suikerfabriek aan de Hoge Nieuwstraat in de Nederlandse stad Dordrecht. De fabriek was tussen 1733 en 1832  voor de suikerrietraffinage in gebruik. Na 1832 heeft het diverse andere functies gehad.

## Naam
Het pand had gedurende de suikerraffinageperiode geen naam. Na 1832 kreeg het de naam 'Zeelust'. Toen het rijksmonument rond 2010 verbouwd was tot wooncomplex werd het door de projectontwikkelaar naar de oorspronkelijke bestemming vernoemd: 'De Suikerfabriek 1733'.

## De oprichting en de oprichters
In 1732 en 1733 werden woonhuizen gesloopt om tussen de Hoge Nieuwstraat 117-119-121 (voorzijde) en de Binnen Walevest 98 (achterzijde) een gebouw van vijf verdiepingen neer te zetten voor de raffinage van suikerriet. De slooppanden konden eenvoudig worden verkregen doordat ze in bezit waren geweest van schoolmeester Jan Versteeg. Deze werd samen met suikerbakkersknecht Jan Lockerman opgehangen vanwege criminele activiteiten. Beide kanten van het opgerichte gebouw lagen aan water, zodat aan- en afvoer van grondstoffen en producten geen probleem was. Het gebouw was een van de grootste gebouwen in Dordrecht. De oprichters waren Johannes Balthus, Abraham Selis en Coenraad Morks. De firma kreeg de naam ‘Balthus en Co.’

## Vennoten Balthus en Co.
Er waren drie eigendomslijnen:
- Eigendom via de lijn van oprichter Johannes Balthus (1699-1743). Hij was zoon van een suikerbakker. Hij trouwde met de dochter van Barent Broeckhuijsen (suikerrietraffinadeur). Na het overlijden van Balthus ontstond een complexe eigenaarsverhouding. De helft van het eigendom van Balthus’ deel werd geërfd door zijn twee zussen (Anna en Hendrina). Zij werden naast Morks en Selis ook compagnon. Het andere deel van Balthus’ eigendomsoverdracht ging naar Jan Backus, die kennelijk al voor het overlijden zich ingekocht had. Na het overlijden van de twee zussen van Jan Balthus waren er geen vennoten van die familie meer betrokken, al bleef de firma de naam Balthus en Co. voeren.
- Eigendom via de lijn van Coenraad Morks (ca. 1695- ca. 1764). Hij was afkomstig uit Kamen (Nordrhein-Westfalen). Hij trouwde in Dordrecht met Elisabeth Smalt (geboren in Hamm in het tegenwoordige Noordrijn-Westfalen). Zijn zoon Dirk Willem trad in de voetsporen van zijn vader. Na het overlijden van Dirk Willem Morks werd zijn eigendom verkocht. Nieuwe eigenaren waren achtereenvolgens Thomas van Olivier (later doorverkocht aan Leonard Armiger Pijl) en Christiaan Hendrik Vrijmoed.
- Eigendom via de lijn Abraham Selis (geboren 1707). De weduwe verkocht haar eigendom.

## Verkoop aan Petrus Diederich Backer
De weduwe van Abrham Selis, Leonard Armiger Pijl en Christiaan Vrijmoed verkochten in 1793 de suikkerraffinage aan de Lutherse  Petrus Diederich Backer (1733-1816). Deze eigenaar liet de gevel van het 18e-eeuwse gebouw rond 1801 aan de voorzijde verbouwen tot wat het nu nog steeds is.  

## Verval
Vanuit plantages werd het halffabricaat van suikerriet geleverd aan de suikerraffinaderijen in Dordrecht. Door het de zeevaartrestrictie van het continentaal stelsel van Napoleon, stagneerde de aanvoer van de suikerrietplantages. Backer kwam in 1816 in liquiditeitsproblemen en na zijn faillissement werden de suikeractiviteiten in 1832 definitief beëindigd. 
De fabriek aan de Hoge Nieuwstraat werd een pakhuis van 1832-1901 en van 1901 tot 1967 een vrij entrepot. Na restauratie in 1973-1974 werden er in 1980 kantoren en bedrijven in gevestigd. Begin eenentwintigste eeuw volgde een verbouwing tot appartementencomplex.